# Nahicevan-pe-Don

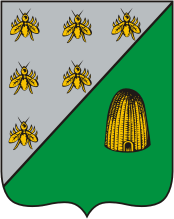
Stema orașului Nahicevan-pe-Don, adoptată în 1811, conține albine și un stup, care-i simboliza pe armenii muncitori.

Nahicevan-pe-Don (în rusă Нахичевань-на-Дону, transliterat: Nahicevan-na-Donu), cunoscut și ca Noul Nahicevan (în armeană Նոր Նախիջևան, transliterat: Nor Naxiĵevan; spre deosebire de „vechiul” Nahicevan), a fost un oraș populat de armeni din apropierea orașului Rostov-pe-Don din sudul Rusiei, fondat în 1779 de armenii din Crimeea⁠(d). Și-a păstrat statutul de oraș până în anul 1928, când a înglobat în orașul Rostov.

## Istorie

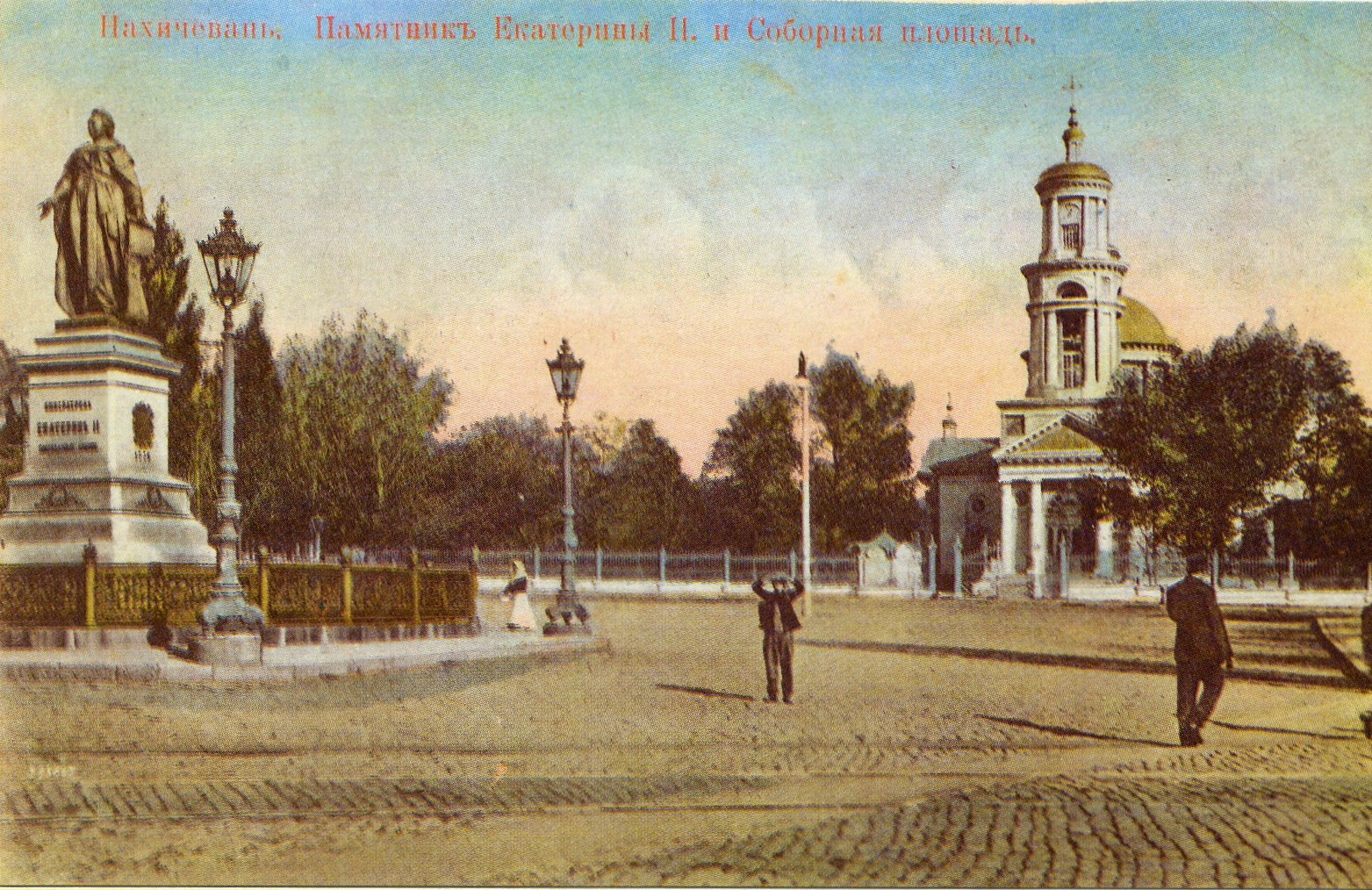
Monumentul Ecaterinei cea Mare și Catedrala „Sf. Grigore Luminătorul” din piața principală a orașului

În vara anului 1778, după ce Hanatul Crimeii a devenit un stat vasal al Rusiei, aproximativ 12.600 de armeni din peninsula Crimeea⁠(d) au fost [[{{{2}}}|relocați]]⁠(en)[traduceți] de generalul Aleksandr Suvorov în regiunea Don. Imperiul Rus a căutat să întărească provincia Novorusia, care era vitală pentru integrarea deplină a Crimeii. Împărăteasa Ecaterina cea Mare a acordat armenilor aproximativ 86.000 ha de pământ printr-un decret din 14 noiembrie 1779. Proiectul de strămutare a fost promovat și finanțat de contele armeano-rus Hovhannes Lazarian⁠(d).
O treime dintre armeni au pierit pe drum și în timpul primei ierni, iar așezarea Noul Nahicevan a fost fondată de supraviețuitori. Ea „s-a dezvoltat rapid într-un oraș important, cu seminar și propria catedrală”. În anul 1894 comunitatea armeană a ridicat Coloana lui Alexandru⁠(d) în Nahicevan-pe-Don pentru a-l sărbători pe împăratul Alexandru al II-lea al Rusiei; coloana a fost inaugurată la 18 septembrie 1894.
La sfârșitul secolului al XX-lea a făcut parte din Oblastul Armata Donului⁠(d). În 1896 avea o populație estimată la 32.174 de locuitori, dintre care 14.618 (45,4%) erau rezidenți autohtoni și 17.556 (54,6%) erau neautohtoni. Credincioșii armeni apostolici erau estimați a fi în număr de 18.895 de locuitori (58,7%), ortodocșii la 10.965 de locuitori (34,1%), iar alții (evrei, rascolnici, musulmani, catolici, protestanți) la 2.314 locuitori (7,1%). Potrivit recensământului imperial rus din 1897, orașul avea o populație de 28.427 de locuitori. Vorbitorii de limbi slave de est (ruși, ucraineni și belarusi) reprezentau aproximativ două treimi din populație (19.224 locuitori), în timp ce armenii (8.277 locuitori) constituiau o minoritate semnificativă (29,1%).

## Fuziunea cu Rostov și situația ulterioară
Pe la sfârșitul secolului al XIX-lea „Noul Nahicevan” a fost „înghițit prin dezvoltarea orașului Rostov”. Dicționarul Enciclopedic Brockhaus și Efron⁠(d) menționa încă din 1897 următoarele informații despre acest oraș: „În prezent, Nahicevan-pe-Don a fuzionat cu Rostovul, astfel încât limitele celor două orașe pot fi determinate doar prin planul urbanistic aprobat la 11 mai 1811.”. La 28 decembrie 1928 Nor Naxiĵevan a devenit oficial parte componentă a orașului Rostov. În 1929 zona a fost redenumită raionul Proletarski (în rusă Пролетарский район) și a fost cel mai mare raion al Rostovului. În anul 2001 constituia „un fel de cartier armean în interiorul orașului”. Potrivit recensământului rusesc din 2010, din cei 41.553 de armeni din orașul Rostov-pe-Don, 10.008 sau aproape 25% dintre toți armenii locuiau în raionul Proletarski, unde reprezintă mai mult de 8% din populație, cu mult peste procentul total de armeni din orașul (3,8%).

## Personalități din Nahicevan-on-Don
- Rafael Patkanian⁠(d) (1830–1892), scriitor armean
- Mikayel Nalbandian⁠(d) (1839–1866), scriitor armean
- Gheorghe al VI-lea al Armeniei⁠(d) (1868–1954), catolicos al tuturor armenilor
- Martiros Saryan⁠(d) (1880–1972), pictor armean
- Simon Vratsian⁠(d) (1882–1969), prim-ministru⁠(d) al primei republici Armenia
- Sargis Lukashin⁠(d) (Srabionian) (1883–1937), președinte al Sovietului Comisarilor Poporului (1922–1925)
- Serghei Galadjev⁠(d) (1902–1954), general sovietic
- Gevork Vartanian⁠(d) (1924–2012), agent de informații sovietic
- Alexander Miasnikian⁠(d) (1886–1925), președintele Sovietului Comisarilor Poporului (1921–1922) al Republicii Sovietice Socialiste Armene
- Ervand Kogbetliantz⁠(d) (1888–1974), matematician și primul președinte al Universității de Stat din Erevan⁠(d)
- Nina Garsoïan⁠(d) (1923–2022), istoric
- Mikhail Chailakhyan⁠(d) (1902–1991), om de știință
- Marietta Șaghinian (1888–1982), istoric și scriitor
- Ashot Melkonian⁠(d) (1930–2009), artist
- Miron Merzhanov⁠(d) (1895–1975), arhitectul personal al lui Stalin
- Constantin Alajalov⁠(d) (1900–1987), pictor și ilustrator armeano-american; a creat peste 70 de coperți pentru revista The New Yorker
- Stepan Kechekjan⁠(d) (1890–1967), avocat și istoric
- Avet Ter-Gabrielyan⁠(d) (1899–1983), violonist și fondator al Cvartetului Komitas⁠(d)
- Gayane Chebotaryan⁠(d) (1918–1998), compozitoare și muzicoloagă
- Ashot Melkonian⁠(d) (1930-2009), artist
- Alexander Kemurdzhian⁠(d) (1921–2003), inginer mecanic care a proiectat Lunokhod 1, primul rover planetar pentru explorarea spațiului